# Nelson Medina
Nelson Medina (* 17. August 1978 in Lima) ist ein peruanischer Künstler, dessen Talent schon früh entdeckt wurde. Als Repräsentation Medinas Werke gilt die weltweit anerkannte Kunstzeitschrift Revolutionart, die unter anderem auch Werke anderer unabhängiger und berühmter Künstler fördert.
Künstler aus der ganzen Welt beteiligen sich mit ihren Beiträgen an der Diskussion globaler Themen wie z. B. Klimawandel, Wirtschaftskrise, Evolution, Pandemien, die Zukunft der Menschheit, Raum und Natur. Medina gibt die globalen Trends an und motiviert die Künstler, die brennenden Themen in ihren Werken darzustellen.
In diesem Magazin interviewt er interessante Persönlichkeiten der Kunstszene wie bis jetzt z. B. Greg Marinovich, Floria Sigismondi, Anthony Hopkins, Paul Matthaeus, Simone Legno, Matt Mignanelli, Skew Siskin, Jeremyville, Bogdan Zwir, Mark Miremont, Andrzej Dragan, Adhemas Batista, Joey Lawrence, Fernanda Cohen, Brian M. Viveros, Nik Ainley, Jeff Finley und andere.